# Ras al-Ajn (Jabrud)
Ras al-Ajn (arab. رأس العين) – miejscowość w Syrii w muhafazie Damaszek. W 2004 roku liczyła 2754 mieszkańców.